# Геттінген
Геттінген (нім. Göttingen) — стародавнє університетське місто на півдні землі Нижня Саксонія в Німеччині. Після Ганновера, Брауншвейга, Оснабрюка і Ольденбурга Геттінген — п'яте за величиною місто Нижньої Саксонії. З 1964 р. колишнє вільне (нім. kreisfrei — що не входить до складу району) місто входить до складу району Геттінгену. З 1965 року чисельність населення перевищує 100 тис. осіб, з яких приблизно 20 % становлять студенти з різних країн світу.
Адміністративний центр однойменного району.
Через місто протікає річка Лайне.
Площа — 116,89 км2. Населення становить 116 557 ос. (станом на 31 грудня 2021).

## Історія
Витоки Геттінгену можна простежити із села під назвою Гутінги, що розташоване на південному сході від міста. Назва села, імовірно, походить від невеликого потоку, який мав назву Готе. Назва означає «жити за», це можна розуміти як «уздовж Готе». Про це вперше згадується в документі імператора Священної Римської імперії Оттона I в 953 р. н. е., у якому імператор передає деякі свої речі в монастир Моріц у Магдебургу. Археологічні знахідки вказують на великі торговельні зв'язки з іншими регіонами і доводять майстерність місцевих мешканців у цей ранній період історії.
Область була забезпечена початковими укріпленнями, старим ринком, старою ратушею, двома головними церквами, Св. Іоанна (Святого Іоанна) і Санкт-Якобі. За межами укріплень перед міською брамою лежало старе село з церквою Св. Албана.
Місто було спочатку захищено валом, а наприкінці XIII ст. мурами на вершині кургану. Таким чином, територія, що охоронялася, включала максимально 600 м на 600 м, або близько 25 га. Це зробило його меншим, ніж сучасний Ганновер, але більшим, ніж сусідні міста.
Після смерті Оттона в 1257 році його сини Альберт I Брауншвейґ (Великий) та Йоганн успадкували територію свого батька. Згодом, у 1267, брати погодилися розділити територію між собою.

### Український слід
В 1945—1947 рр. у цьому місті містився табір для українських переселенців, скитальців, утікачів від комуністичної, радянської влади, яка хотіла повернути українців на «Родіну» і заслати на Сибір. Там перебувало приблизно 3000 осіб, які зорганізували взірцевий табір в англійській зоні: діяли різні гуртки, шевська і технічні школи, курси для неписьменних, щонеділі й у великі свята правилася Служба Божа. Над 4-поверховим приміщенням таборян майорів синьо-жовтий прапор і Тризуб, який підсвічувався вночі. Від кінця 1945 і до середини 1947 р. тут під псевдонімом Богдан Дунай жив і творив талановитий український скульптор Микола Мухін (1916—1962).

## Геттінгенський університет
Геттінгенський університет імені Георга-Августа — один із найбільших і найстаріших із нині діючих університетів Нижньої Саксонії. Цей навчальний заклад було засновано 1734 року Георгом II, курфюрстом Ганновера і королем Великої Британії, і відкрито 1737 року. Університет швидко розвивався та, досягнувши чисельності 1000 студентів, став одним із найбільших вищих навчальних закладів Європи того часу.

## Залізниця
1854 року місто було зв'язане з новою ганноверською Південною залізницею. Сьогодні геттінгенська залізнична станція обслуговується високошвидкісними потягами на Ганновер-Вюрцбурзькій високошвидкісній лінії.

## Відомі мешканці міста
- Вільгельм Едуард Вебер (1804—1891) — німецький фізик, член-кореспондент Берлінської академії наук.
- Фрідріх Велер (1800—1882) — німецький хімік.
- Юліус Велльгаузен (1844—1918) — сходознавець і дослідник Біблії.
- Карл Фрідріх Гаусс (1777—1855) — видатний математик, астроном і фізик.

## Галерея

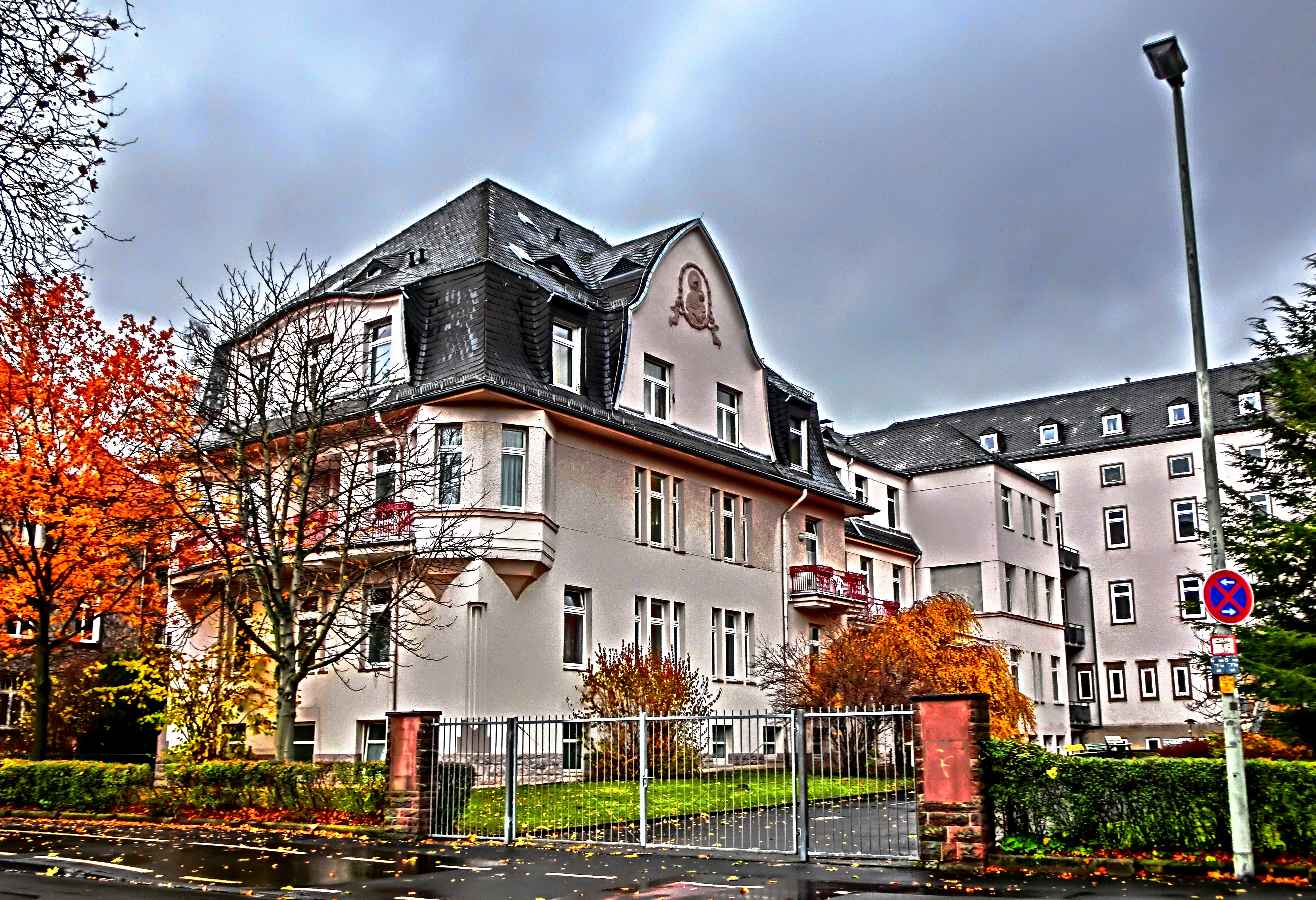
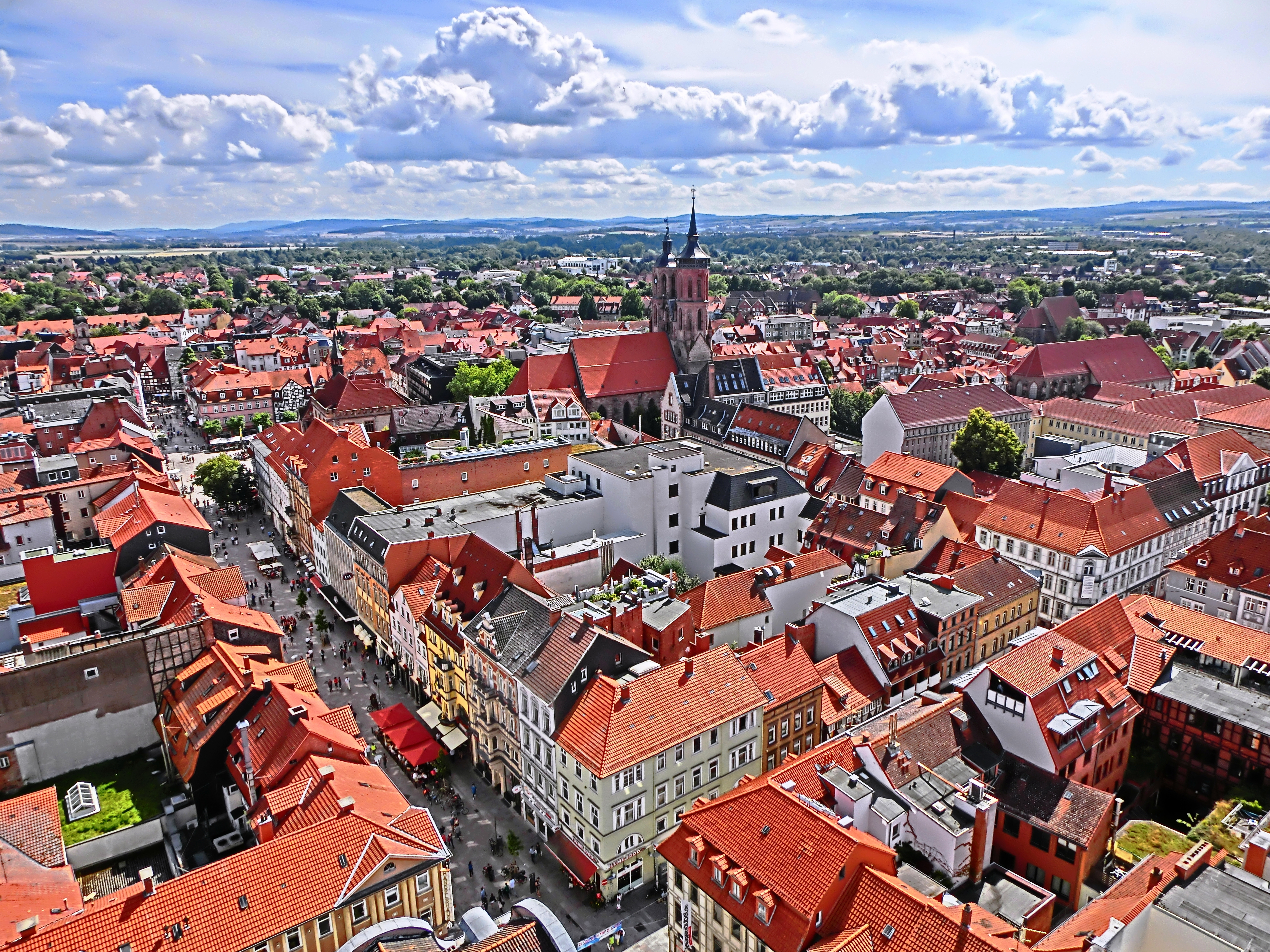
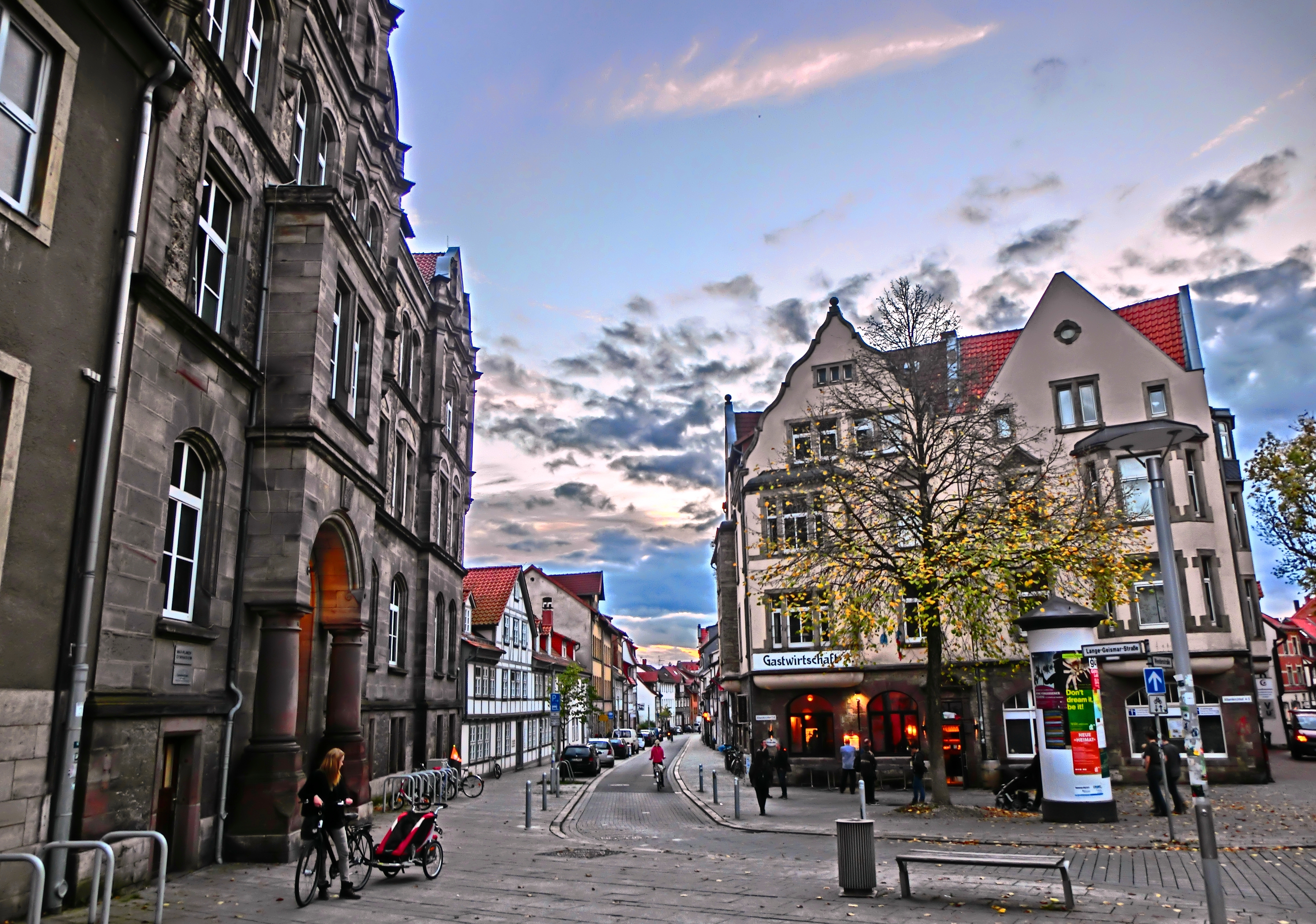
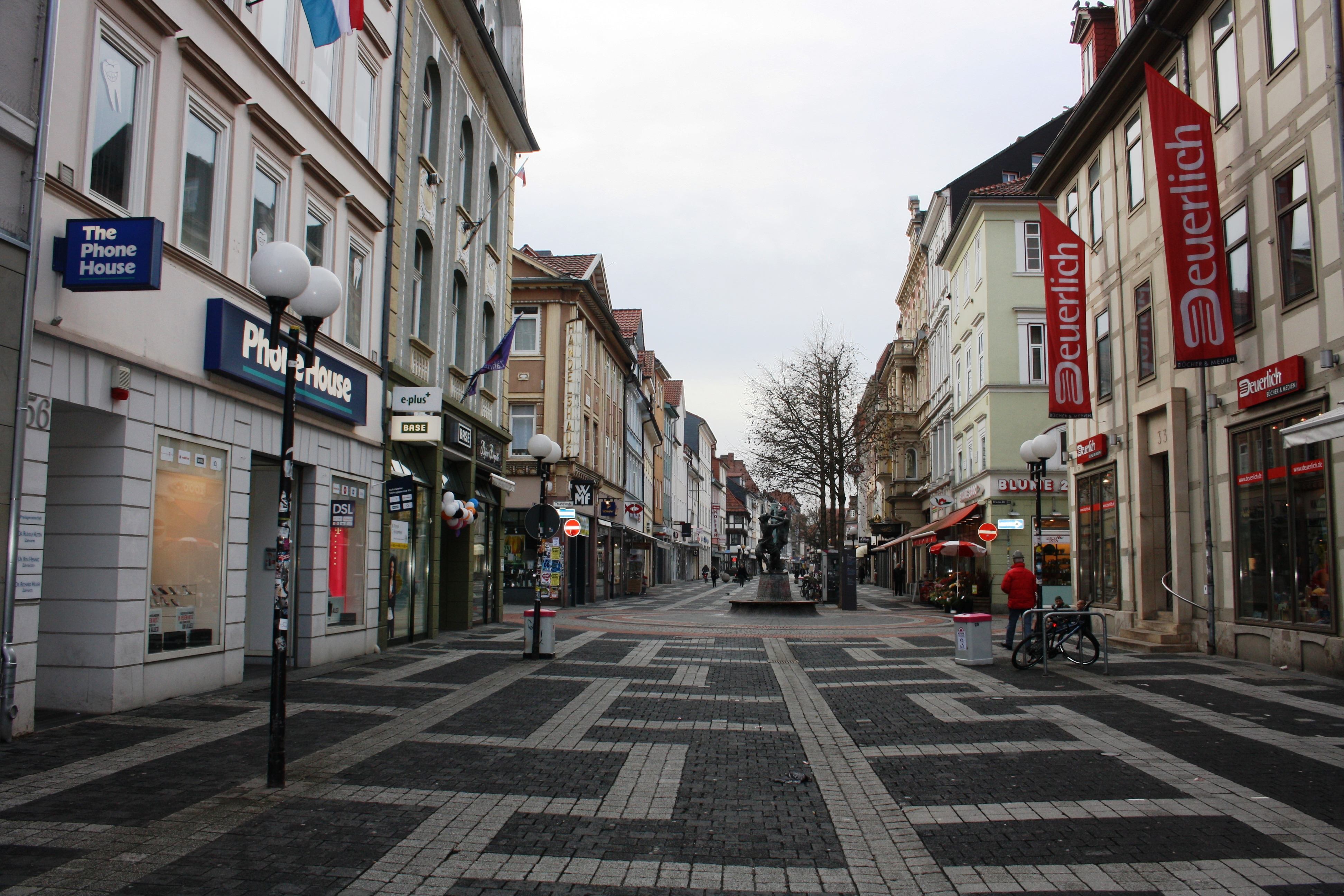
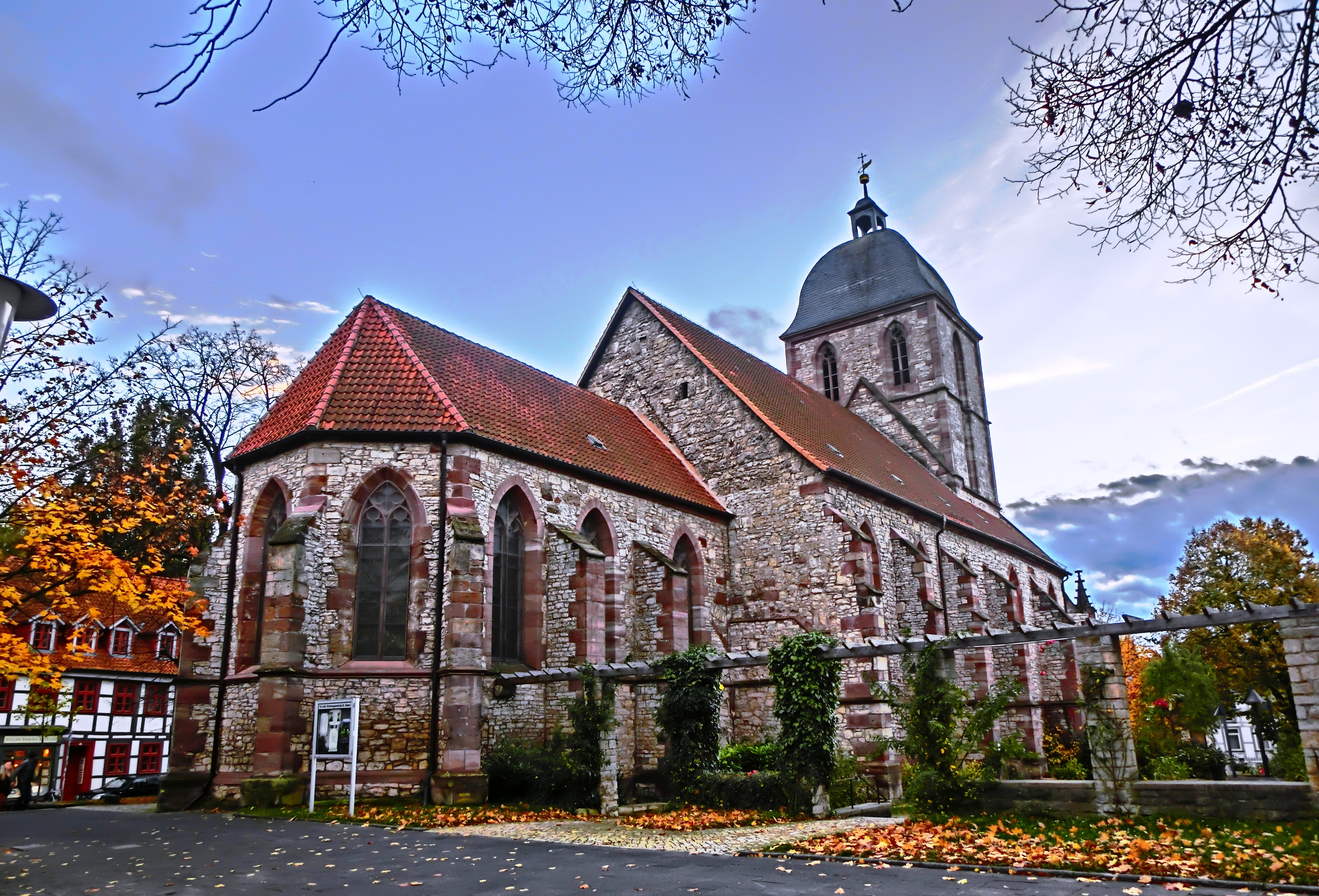
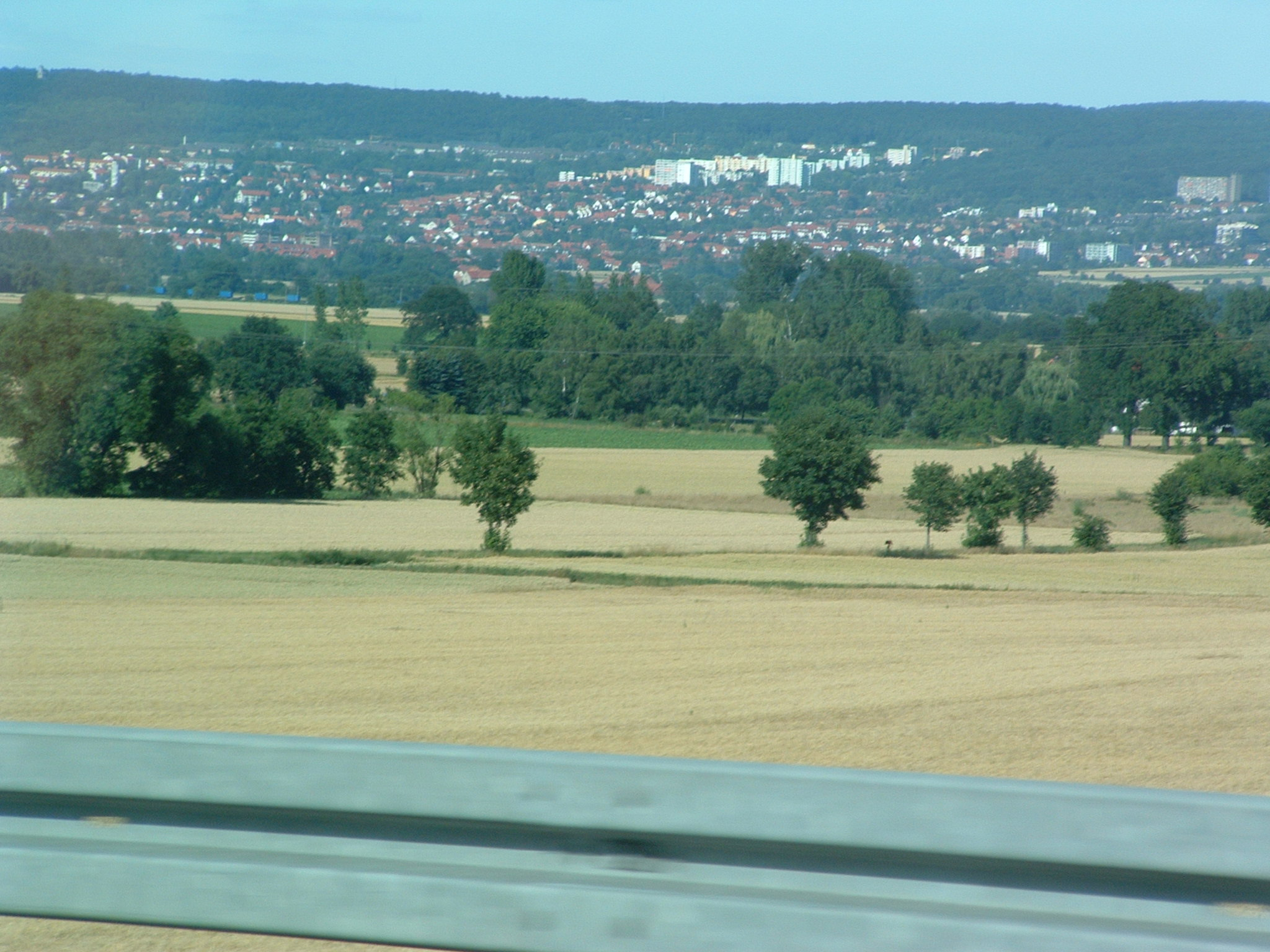

### Уродженці
- Альфред Меєр (1891—1945) — партійний і державний діяч Третього рейху
- Гельмут Вайс (1907—1969) — німецький актор, кінорежисер та сценарист
- Ута Гаґен (1919—2004) — німецько-американська акторка кіно, театру і телебачення, театральна педагогиня
- Гюнтер Хольторф (* 1937) — німецький мандрівник
- Сандра Насіч (* 1976) — сольна співачка, а також вокалістка групи «Guano Apes».
- Гендрік Штрек (* 1977) — німецький епідеміолог.